# Giovanni Gravenbeek
Giovanni Gravenbeek (ur. 11 maja 1988 w Utrechcie) – holenderski piłkarz grający na pozycji prawego obrońcy i środkowego pomocnika.
Gravenbeek pochodzi z Surinamu. Swoją karierę rozpoczął w klubie Vitesse w sezonie 2009/2010. W czerwcu 2010 roku podpisał roczny kontrakt z klubem Willem II. Pod koniec maja 2012 roku Giovanni podpisał dwuletni kontrakt z PEC Zwolle, z którym w 2014 roku świętował tryumf w Pucharze Holandii.

## Statystyki klubowe
| Sezon                           | Klub              | Kraj     | Liga           | Mecze | Gole |
| ------------------------------- | ----------------- | -------- | -------------- | ----- | ---- |
| 2009/10                         | Vitesse           | Holandia | Eredivisie     | 9     | 0    |
| 2010/11                         | Willem II Tilburg | Holandia | Eredivisie     | 19    | 0    |
| 2011/12                         | Willem II         | Holandia | Eerste divisie | 15    | 0    |
| 2012/13                         | PEC Zwolle        | Holandia | Eredivisie     | 24    | 0    |
| 2013/14                         | PEC Zwolle        | Holandia | Eredivisie     | 19    | 1    |
| 2014/15                         | NEC Nijmegen      | Holandia | Eredivisie     | 23    | 0    |
| Łącznie                         | Łącznie           | Łącznie  | Łącznie        | 109   | 1    |
| Stan na koniec sezonu 2014/2015 |                   |          |                |       |      |

## Sukcesy

### ZPEC Zwolle
| Krajowe                        |    |         |
| Puchar Holandii w piłce nożnej | 1x | 2013/14 |